# Henri Laame
Henri Joseph Gedein Laame (31 de gener de 1891 – ?) va ser un genet belga que va competir a començaments del segle xx.
El 1920 va prendre part en els Jocs Olímpics d'Anvers, on va guanyar la medalla de plata en la prova de salts d'obstacles per equips del programa d'hípica amb el cavall Biscuit i formant equip amb André Coumans, Herman d'Hestroy i Herman d'Oultromont.
Vuit anys més tard, als Jocs d'Amsterdam, va disputar dues proves del programa d'hípica. En la prova de doma clàssica per equips fou vuitè i en doma clàssica individual vint-i-setè.